# Охтирський район
Охтирський райо́н (Охтирщина) — район в Україні, у південній частині Сумської області і межує з Харківською та Полтавською областями та був утворений під час адміністративно-територіальної реформи в Україні 2020 року. Адміністративний центр — місто Охтирка. 
До складу району входять 9 територіальних громад.

## Історія
Охтирський район утворено 19 липня 2020 року згідно із Постановою Верховної Ради України № 807-IX від 17 липня 2020 року в рамках Адміністративно-територіальної реформи в Україні. До його складу увійшли: Охтирська, Тростянецька міські, Великописарівська, Кириківська, Чупахівська селищні та Боромлянська, Грунська, Комишанська, Чернеччинська сільські територіальні громади. Перші вибори Охтирської районної ради відбулися 25 жовтня 2020 року.
Раніше територія району входила до складу ліквідованих тоді ж Охтирського (1923—2020), Великописарівського, Тростянецького районів та міста обласного підпорядкування Охтирка, з територією підпорядкованою міській раді, Сумської області.

## Нематеріальна культурна спадщина
Традиція  випікання та дарування різдвяних пряників у Грунській та Чернеччинській сільських територіальних громадах в 2025 році занесена до списку нематеріальної культурної спадщини України під номером 114н.к.с. (Наказ від 16.07.2025 № 588) як «Традиція випікання та дарування обрядових різдвяних пряників на Слобожанщині ". Цей елемент НКС України занесено до списку елементів, що потребують термінової охорони.